# Édouard de Barthélemy
Pour les articles homonymes, voir Barthélemy.
Édouard Marie, comte de Barthélemy, né à Angers le 21 novembre 1830, décédé à Paris le 30 mai 1888, est un historien.

## Biographie
Édouard de Barthélemy est fils de Hyacinthe-Claude-Félix de Barthélemy, maître des requêtes au Conseil d’État, préfet, commandeur de la Légion d'honneur, et d'Antoinette Deu de Vieux-Dampierre. Il est le frère d'Anatole de Barthélémy.
Suivant à son tour une carrière administrative, il devient secrétaire de son père, puis attaché au cabinet du préfet de la Marne, 
En 1855, il est nommé conseiller de préfecture des Pyrénées-Orientales, puis en 1857, auditeur au Conseil d'État. Il est secrétaire au Conseil du sceau des titres de 1859 à 1870. En 1868, il succède à son père comme maire de Courmelois (Marne) et le reste jusqu'à sa mort. De 1870 à 1883, il représente le canton de Verzy au conseil général de la Marne.
Érudit, il est membre titulaire ou résidant de la Société d'agriculture, commerce, sciences et arts du département de la Marne, membre correspondant de l’Académie nationale de Reims, et de nombreuses sociétés savantes.
Historien prolifique, Édouard de Barthélemy a beaucoup écrit sur la haute noblesse au XVIIIe siècle, et a produit un certain nombre d'études sur la ville et le diocèse de Châlons-sur-Marne et les églises Saint-Étienne, Notre-Dame-en-Vaux et Notre-Dame de l'Épine.

### Mariage et descendance
Il épouse le 2 mai 1854 Bérangère Charlotte Lheureux, fille d'Eugène Lheureux, général, et de Clémentine de Saulx-Tavannes. Elle est la petite-fille de Charles Casilmir de Saulx, duc de Saulx-Tavannes, et d'Aglaé Marie Louise de Choiseul Gouffier. Tous deux ont une fille :
- Gabrielle de Barthélemy, mariée en 1879 avec Guillaume François de Brocas de Lanauze, secrétaire d'ambassade, né en 1849. Dont un fils : Bernard de Brocas de Lanauze (Courmelois, 12 juillet 1880 - Lisbonne, 9 avril 1964), propriétaire du château de Carnine, à Beauziac, sans descendance.

### Œuvres principales
- Cartulaires de l'évêché et du chapitre Saint-Étienne de Châlons-sur-Marne : histoire et documents, Châlons : Boniez-Lambert & Paris : V. Didron, 1853
- Histoire de la ville de Châlons-sur-Marne et de ses institutions: depuis son origine jusqu'en 1789, Châlons : E. Laurent, 1854, in-8°
- La Noblesse en France avant et depuis 1789, Paris : Librairie nouvelle, 1858
- Galerie des portraits de Mademoiselle de Montpensier : recueil des portraits et éloges en vers et en prose des seigneurs et dames les plus illustres de France, la plupart composés par eux-mêmes, dédiés à Son Altesse Royale Mademoiselle, Paris : Didier & Cie, 1860
- Diocèse ancien de Chalons-sur-Marne: histoire et monuments, Paris : A. Aubry, Chaumont : C. Cavaniol & Chalons : Martin, 1861, 2 vol. in-8° — vol.1 — vol.2
- Madame la comtesse de Maure : sa vie et sa correspondance, suivies des Maximes de Madame de Sablé et d'une étude sur la vie de Mademoiselle de Vandy, Paris : J. Gay, 1863
- Les Amis de la marquise de Sablé, Paris : E. Dentu, 1865
- Sommaire du procès-verbal de la recherche de la noblesse de Champagne fait par Caumartin, 1867
- Histoire des archers, arbalétriers et arquebusiers de la ville de Reims, Reims : Paul Giret, 1873
- Cartulaires de l'Abbaye royale de Notre-Dame de Signy, et du Prieuré de Saint-Oricle de Senuc, communication faite à l'Académie de Reims, Reims : impr. coopérative, 1879
- La Princesse de Conti d'après sa correspondance inédite : une nièce de Mazarin, Paris : Firmin-Didot & Cie, 1875
- Nouvelles de la cour et de la ville concernant le monde, les arts, les théâtres et les lettres, 1734-1738, Paris : Édouard Rouveyre, 1879, 163 p.
- Notes sur les établissements des ordres religieux et militaires du Temple, de Saint-Jean de Jérusalem et de Saint-Antoine de Viennois dans l'ancien archidiocèse de Reims, dans les Travaux de l'Académie nationale de Reims, vol.70, no 3, Reims : Paul Giret, 1880, p. 1-66  ;
- La Marquise d'Huxelles et ses amis, Mme de Sévigné, Mme de Bernières, Mme de Louvois, le Marquis de Coulanges, M. de Callières, M. de Gaignères, Fouquet, 1881, Paris, Firmin-Didot, 370 pages, lire en ligne ;
- Obituaire de la commanderie du Temple de Reims, dans Mélanges historiques : choix de documents, tome 4, Paris : Imprimerie nationale, 1882, p. 301-336
- Recueil des chartes de l'abbaye Notre-Dame de Cheminon, publiées pour la première fois et annotées d'après les originaux conservés aux archives de la Marne, Paris : Champion, 1883
- Les Correspondants de la marquise de Balleroy, d'après les originaux inédits de la bibliothèque Mazarine, 1883, Paris, Hachette, 2 volumes, tome premier, LXXXVII-403 pages, tome second,  596 pages ;
- Le Cardinal de Noailles, évêque de Châlons, archevêque de Paris : d'après sa correspondance inédite, 1651-1728, Paris : L. Techener, 1886
- Poésies d'Anne de Rohan-Soubise, et Lettres d’Éléonore de Rohan-Montbazon, 1862, Paris, chez Auguste Aubry.

Sans compter une multitude d’articles publiés dans l’Annuaire de la Marne, dans la Revue de Reims, dans les Mémoires de toutes les sociétés savantes de la région, etc.

### Ouvrages en collaboration
- 1866 : Catalogue des gentilshommes en 1789 et des familles anoblies ou titrées depuis le premier empire jusqu'à nos jours 1806-1866[4].
- 1881 : Valentin Conrart, sa vie et sa correspondance, Paris, Didier, (en collaboration avec René Kerviler), prix Halphen de l’Académie française